# Марлен Велдгойс
Марлен Велдгойс  (нід. Marleen Veldhuis, 29 червня 1979, Борне) — нідерландська плавчиня, олімпійська чемпіонка.

## Виступи на Олімпіадах
| Олімпіада   | Дисципліна                            | Місце |
| ----------- | ------------------------------------- | ----- |
| Афіни 2004  | плавання на 50 метрів вільним стилем  | 9     |
| Афіни 2004  | плавання на 100 метрів вільним стилем | 11    |
| Афіни 2004  | естафета 4 × 100 вільним стилем       | 3     |
| Афіни 2004  | естафета 4 × 200 вільним стилем       | 9     |
| Афіни 2004  | комплексна естафета 4 × 100           | 6     |
| Пекін 2008  | плавання на 50 метрів вільним стилем  | 5     |
| Пекін 2008  | плавання на 100 метрів вільним стилем | 6T    |
| Пекін 2008  | естафета 4 × 100 вільним стилем       | 1     |
| Лондон 2012 | плавання на 50 метрів вільним стилем  | 3     |
| Лондон 2012 | естафета 4 × 100 вільним стилем       | 2     |